# Dampflokomotiven der norwegischen Eisenbahngesellschaft Dunderlandsbanen
Diese Liste führt die Dampflokomotiven der norwegischen Eisenbahngesellschaft Dunderlandsbanen (DOIC) auf.
Dunderlandsbanen war eine private Eisenbahnstrecke in Norwegen. Sie wurde von der Dunderland Iron Ore Company - DOIC erbaut, die diese Bahnstrecke für den Güterverkehr von ihren Erzgruben in der Region Rana zum Hafen Gullsmedvik in Mo i Rana betrieb.
Die Strecke wurde gebaut, um das Eisenerz, das Nils Persson entdeckt hatte, abzubauen und an die Edison Ore-Milling Company zu verkaufen. Baubeginn der Strecke war 1902, sie wurde zwei Jahre später fertiggestellt. Die Betriebsaufnahme erfolgte 1906. In der Mine gab es viele betriebliche Schwierigkeiten und mehrfach wurde die Produktion jahrelang eingestellt.
Mit der deutschen Besetzung Norwegens im Jahr 1940 begannen Wehrmacht und Organisation Todt mit dem Bau der Nordlandbane. Dazu wurde die Dunderlandsbane aufgerüstet und am 15. Mai 1942 an die Hauptstrecke angeschlossen. Nach dem Krieg führten die Norges Statsbaner umfangreichen Linienverbesserungen an der Strecke durch, um modernen Standards gerecht zu werden.
Am 1. Juli 1947 wurden die gesamten Bahnanlagen einschließlich der Fahrzeuge vom norwegischen Staat gekauft. Die vorhandenen Dampflokomotiven wurden am 27. April 1948 in das System der Norges Statsbaner (NSB) integriert.
| Nr. | Lieferant                 | Lieferdatum  | Inbetriebnahme | Ausgemustert  | Achsfolge | NSB - Type | NSB - Nummer | Bemerkungen                 |
| --- | ------------------------- | ------------ | -------------- | ------------- | --------- | ---------- | ------------ | --------------------------- |
| A1  | Robert Stephenson         | Sep. 1902    | 1902           | 21. März 1949 | C         | 53a        | 490          | abgestellt im November 1945 |
| A2  | Robert Stephenson         | Okt. 1902    | 1902           | 7. Nov. 1955  | C         | 53a        | 491          |                             |
| A3  | Kerr, Stuart and Company  | 1902         | 1902           | 5. Nov. 1957  | 1 C 1     | 54a        | 492          |                             |
| A4  | Kerr, Stuart and Company  | 1902         | 1902           | 10. Nov. 1954 | 1 C 1     | 54a        | 493          |                             |
| A5  | Andrew Barclay Sons & Co. | 1905         | 1905           | 8. Mai 1951   | 2'C       | 55a        | 494          | abgestellt am 1. März 1946  |
| A6  | Andrew Barclay Sons & Co. | 1905         | 1905           | 7. Juli 1950  | 2'C       | 55a        | 495          | abgestellt am 1. Juli 1946  |
| B1  | Thunes mekaniske verksted | 1. Juni 1905 | 1905           | 17. Nov. 1954 | B         | 56a        | 496          |                             |
| B2  | Thunes mekaniske verksted | 1. Juni 1905 | 1905           | 10. Nov. 1954 | B         | 56a        | 497          |                             |
| B3  | Hamar Jernstøberi         | 1. Juni 1905 | 1905           | 25. März 1955 | B         | 56a        | 498          |                             |
| B4  | Hamar Jernstøberi         | 1. Juni 1905 | 1905           | 5. Nov. 1955  | B         | 56a        | 498          |                             |